# Лего филм
Лего филм (енгл. The Lego Movie) је амерички компјутерски-анимирани филм из 2014. године, студија Ворнер брадерс за који режију и сценарио потписују Фил Лорд и Крис Милер. Гласове позајмљују Крис Прат, Вил Ферел, Елизабет Бенкс, Вил Арнет, Ник Оферман, Алисон Бри, Чарли Деј, Лијам Нисон и Морган Фриман.
Ликови у филму су играчке израђене од Лего коцкица, а радња прати Емета, сасвим обичног грађевинара из Лего града, коме је према древном пророчанству суђено да спаси Лего универзум од тиранина Лорда Бизниса.
Захваљујући занимљивом визуелном стилу и добром хумору, филм је наишао на позитиван пријем код критичара, а остварио је и велику зараду на биоскопским благајнама. 
Наставак филма, Лего филм 2, је премијерно приказан 7. фебруара 2019. године.

## Радња
Грађевинар из Лего града Емет (Крис Прат) је послушна и савршено просечна Лего фигурица, али игром случаја он постаје Одабрани - биће које је од кључне важности за спас света.
Његова одисеја води га с одлучном Вајлд Стајл (Елизабет Бенкс) кроз Лего свемир у коме се удружују с људима из свих Лего светова - астронаутом Бенијем (Чарли Деј), суперхеројем Бетменом (Вил Арнет), добрим чаробњаком Витрувијусом (Морган Фриман) и мном другима ликовима. Сваки од њих је тајни Мајсотр градитељ, споособан да сагради готово све и то без упутстава, за разлику од Емета који увек следи правила и ради оно што му систем налаже.

## Улоге
| Глумац         | Улога                    |
| -------------- | ------------------------ |
| Крис Прат      | Емет Бриковски           |
| Елизабет Бенкс | Луси/Вајлд Стајл         |
| Вил Ферел      | Лорд Бизнис/Човек одозго |
| Вил Арнет      | Бетмен                   |
| Ник Оферман    | гусар Метална Брада      |
| Алисон Бри     | принцеза Јуникити        |
| Чарли Деј      | астронаут Бени           |
| Лијам Нисон    | Добар пандур/Лош пандур  |
| Морган Фриман  | чаробњак Витрувијус      |
| Ченинг Тејтум  | Супермен                 |
| Џона Хил       | Зелени Фењер             |
| Коби Смалдерс  | Чудесна жена             |